# Koninkrijk Azende
Zande, ook bekend als het Koninkrijk Azande, is een koninkrijk dat voornamelijk wordt bewoond door het Zandevolk. Het ligt in de regio Western Equatoria in Zuid-Soedan, met Yambio als koninklijke hoofdstad, die tevens de hoofdstad is van Western Equatoria.

## Geschiedenis
Betrouwbare bronnen stellen dat het Koninkrijk Azande ongeveer 300 jaar geleden werd gesticht. Het is niet precies bekend wie de eerste koning van het koninkrijk was, maar een van de meest prominente heersers was Koning Gbudwe, die regeerde van 1870 tot 1905. Hij werd in februari 1905 gedood tijdens een Britse militaire operatie onder leiding van Majoor Boulnois, nadat hij zich had verzet tegen de Britse overheersing.

### Opdeling
De verdeling werd vastgelegd in een reeks koloniale verdragen, waaronder het Anglo-Belgisch Verdrag van 12 mei 1894 tussen België en Groot-Brittannië, dat de grenzen van de Onafhankelijke Congostaat en Anglo-Egyptisch Soedan vastlegde, en het Verdrag van 1910 tussen België en Frankrijk, dat de controle over het Frans Equatoriaal Afrika regelde. Met de opdeling verloor het Azande-koninkrijk zijn onafhankelijkheid en werd het verdeeld over drie verschillende koloniale rijken.

### Huidige Status
De huidige koning van het Koninkrijk Azande is Atoroba Peni Rikito, die op 9 februari 2022 werd gekroond. Hij is de achterkleinzoon van Koning Gbudwe. Hoewel de koning vandaag de dag geen politieke macht meer heeft, blijft hij een symbolisch en cultureel leidersfiguur voor het Azandevolk.

## Administratie
Net als veel andere Afrikaanse koninkrijken was het Koninkrijk Azende van zowel politieke als religieuze aard. De heerser was verantwoordelijk voor het sociale bestuur en de veiligheid van het koninkrijk. Het koninkrijk werd verdeeld in provinciale staten, waarbij de koning regeerde over de centrale provincie. Hij benoemde gouverneurs om de omliggende provincies te besturen, waarbij een van zijn oudste zonen de belangrijkste positie bekleedde.

## Geografie
De Azande, die deel uitmaken van de Bantoevolkeren, zijn te vinden in het zuidoosten van de Centraal-Afrikaanse Republiek, het noordoosten van de Democratische Republiek Congo, en in het zuid-centrale en zuidwestelijke deel van Zuid-Soedan.
De Azande-taal vertoont gelijkenissen met andere Bantoetalen, en er zouden ongeveer vijf dialecten worden gesproken in de regio’s waar de Azande wonen. In Zuid-Soedan leven de Azande voornamelijk in de deelstaten Central Equatoria, Western Equatoria en Western Bahr el Ghazal, in plaatsen zoals Yei, Maridi, Yambio, Tambura, Deim Zubeir, Wau Town en Momoi. De Azande zijn overwegend landbouwers en verbouwen gewassen zoals maïs, bonen, sorghum en diverse vruchten.
Koninkrijk Kongo ·
Koninkrijk Kakongo ·
Koninkrijk Soyo ·
Koninkrijk Loango ·
Sultanaat Utetera · 
Koninkrijk Yeke · 
Koninkrijk Boma · 
Mwene Muji · 
Lunda-rijk · 
Koninkrijk Kuba ·
Luba-rijk ·
Koninkrijk Kanyok ·
Koninkrijk Kalundwe ·
Koninkrijk Chokwe ·
Koninkrijk Teke ·
Koninkrijk Lele ·
Koninkrijk Suku ·
Koninkrijk Yaka ·
Koninkrijk Azende ·
Koninkrijk Mbunda ·
Koninkrijk Ngoyo ·
Koninkrijk Mbuun ·
Koninkrijk Bozanga ·
Koninkrijk Pende ·
Ngbandi staten ·
Nsapo-staten ·
Mongo-staten ·
Koninkrijk Vungu ·
Koninkrijk Ndongo ·
Geconfedereerde Staten van Mpemba ·
Zeven koninkrijken van Kongo dia Nlaza ·
Koninkrijk Mpemba Kasi ·
Koninkrijk Vunda ·
Koninkrijk Mbata ·
Koninkrijk Mpangala ·
Koninkrijk Nsundi ·
Koninkrijk Mpangu ·
Koninkrijk Kundi ·
Koninkrijk Okanga